# Dinotrema caecum
Dinotrema caecum är en stekelart som beskrevs av Vladimir Ivanovich Tobias. Dinotrema caecum ingår i släktet Dinotrema och familjen bracksteklar. Inga underarter finns listade i Catalogue of Life.